# Chrístos Loïzou
Chrístos Loïzou (grec moderne : Χρίστος Λοΐζου), né le 30 avril 1994, est un coureur cycliste chypriote. Il participe à des compétitions sur route en VTT.

## Palmarès sur route
- 2010
  -  Champion de Chypre sur route cadets
- 2014
  - 2e du championnat de Chypre du contre-la-montre

## Palmarès en VTT

### Jeux des petits États d'Europe
- Luxembourg 2013
  -  Médaillé de bronze du cross-country

### Championnats nationaux
- 2011
  -  Champion de Chypre de cross-country juniors
- 2012
  -  Champion de Chypre de cross-country juniors
- 2013
  - 3e du championnat de Chypre de cross-country
- 2014
  - 3e du championnat de Chypre de cross-country